# Sokolița, Plovdiv
Sokolița (în bulgară Соколица) este un sat în comuna Karlovo, regiunea Plovdiv,  Bulgaria. 

## Demografie
Componența etnică a satului Sokolița
     Bulgari (69,07%)
     Romi (28,25%)
     Nicio identificare (2,19%)
     Altele (0,47%)
La recensământul din 2011, populația satului Sokolița era de 637 locuitori. Din punct de vedere etnic, majoritatea locuitorilor (69,07%) erau bulgari, cu o minoritate de romi (28,25%). Pentru 2,19% din locuitori nu este cunoscută apartenența etnică.